# Matteo Noris
Matteo Noris (1640? Benátky – 6. října 1714 Treviso) byl italský básník a operní libretista. Spolu s Apostolem Zenem a Francescem Silvanim bývá řazen mezi největší italské básníky své doby.

## Život
Matteo Noris se narodil roku 1640 v Benátkách a také většinu svých operních libret napsal pro benátská divadla, nejčastěji pro Teatro S.S. Giovanni e Paolo a Teatro San Giovanni Grisostomo.
V roce 1686 byl zapojený do skandálu, když libreto opery Il demone amante ovvero Giugurta, které zhudebnil Carlo Francesco Pollarolo, bylo chápáno jako útok na církev katolickou. V roce 1691 přestal dočasně psát pro benátské scény a pracoval pro divadla v Janově a ve Florencii. Od roku 1697 psal libreta výhradně pro benátské divadlo San Giovanni Grisostomo.
Zemřel v Trevisu v roce 1714 a byl pohřben v kostele San Leonardo.

## Libreta
- La Zenobia (hudba Giovanni Antonio Boretti, 1666)
- Marcello in Siracusa (hudba Giovanni Antonio Boretti, 1669-70)
- Semiramide (hudba Pietro Andrea Ziani, 1670)
- Attila (hudba Pietro Andrea Ziani, 1672)
- Domitiano (hudba Giovanni Antonio Boretti, 1672)
- Il Numa Pompilio (hudba Giovanni Maria Pagliardi, 1674; Ferdinando Paer, 1808)
- Diocleziano (hudba Carlo Pallavicino, 1674)
- Galieno (hudba Carlo Pallavicino, 1675)
- Totila (hudba Giovanni Legrenzi, 1677; Francesco Gasparini, 1696)
- I duo tiranni al soglio (hudba Antonio Sartorio, 1679)
- Astiage (hudba Giovanni Buonaventura Viviani, 1677)
- Dionisio ovvero La virtù trionfante del vitio (hudba Gian Domenico Partenio a Petronio Franceschini, 1681)
- Flavio Cuniberto (hudba Gian Domenico Partenio, 1681; Domenico Gabrielli, 1688; Alessandro Scarlatti, 1702; Conrad Friedrich Hurlebusch, 1727)
- Bassiano ovvero Il maggior impossibile (hudba Carlo Pallavicino, 1682; Alessandro Scarlatti, 1694)
- Carlo re d'Italia (hudba Carlo Pallavicino, 1682)
- Il re infante (hudba Carlo Pallavicino, 1683; Carlo Francesco Pollarolo, 1694)
- Licinio imperatore (hudba Carlo Pallavicino, 1683)
- Traiano (hudba Giuseppe Felice Tosi, 1684)
- Ricimero re de' Vandali (hudba Carlo Pallavicino, 1684)
- Penelope la casta (hudba Carlo Pallavicino, 1685; Alessandro Scarlatti, 1694-6; Giacomo Antonio Perti, 1696; Giocamo Facco, 1713; Fortunato Chelleri, 1717)
- Il demone amante ovvero Giugurta (hudba Carlo Francesco Pollarolo, 1685)
- Il Licurgo ovvero Il cieco d’acuta vista (hudba Carlo Francesco Pollarolo, 1686)
- Amore inamorato (hudba Carlo Pallavicino, 1686)
- Il Greco in Troia (hudba festa teatrale; Giovanni Maria Pagliardi, 1689)
- Furio Camillo (hudba Giacomo Antonio Perti, 1692; Bernardo Sabadini, 1697)
- Marc'Antonio (hudba Carlo Francesco Pollarolo, 1692)
- Attilio Regolo (hudba Giovanni Maria Pagliardi, 1693; Giacomo Rampini, 1713)
- Nerone fatto Cesare (hudba Giacomo Antonio Perti, 1693; Alessandro Scarlatti, 1695; Francesco Gasparini, 1715; Antonio Vivaldi, 1715)
- L'Amore figlio del Merito (hudba Marc’Antonio Ziani, 1694)
- Laudice e Berenice (hudba Giacomo Antonio Perti, 1694)
- Alfonso primo (hudba Carlo Francesco Pollarolo, 1694)
- La finta pazzia d'Ulisse (hudba Marc’Antonio Ziani, 1696)
- Tito Manlio (hudba Carlo Francesco Pollarolo, 1696; Antonio Giannettini, 1701; Paolo Magni, 1710; Antonio Vivaldi, 1719-20; Luca Antonio Predieri, 1721; Gioacchino Cocchi, 1761; Giuseppe Giordani, 1784)
- I reggi equivoci (hudba Carlo Francesco Pollarolo, 1697)
- Murzio Coriolano (hudba Carlo Francesco Pollarolo, 1698)
- Il repudio d'Ottavia (hudba Carlo Francesco Pollarolo, 1699)
- Il colore fa' la regina (hudba Carlo Francesco Pollarolo, 1700)
- Il delirio comune per l'incostanza dei genii (hudba Carlo Francesco Pollarolo, 1701)
- Cateone Uticenze (hudba Carlo Francesco Pollarolo, 1701)
- L'odio e l'amore (hudba Carlo Francesco Pollarolo, 1702; Antonio Vincenzo Aldrovandini, 1704; Giuseppe Maria Orlandini, 1709)
- Il giorno di notte (hudba Carlo Francesco Pollarolo, 1704)
- Virgilio consolo (hudba Antonio Giannettini, 1704)
- La regina creduta re (hudba Giovanni Bononcini, 1706)
- Berengario re d’Italia (hudba Girolamo Polani, 1710)
- Le passioni per troppo amore (hudba Johann David Heinichen. 1713)
- Cesare (hudba Antonio Pollarolo, 1715)
- Ciro (hudba Francesco Gasparini, 1716)